# Svenska inomhusmästerskapen i friidrott 2010
Svenska inomhusmästerskapen i friidrott 2010 var uppdelat i  
- Stora Inne-SM den 27  och 28 februari i Sätra samt
- Inne-SM Mångkamp den 6 och 7 mars i Sätra.

Tävlingen var det 45:e svenska inomhusmästerskapet.

## Medaljörer, resultat

### Herrar
| Gren                 | Guld              | Guld                                                                    | Guld    | Silver                   | Silver                                                              | Silver  | Brons             | Brons                                                     | Brons   |
| 60 meter             | Stefan Tärnhuvud  | Sundsvalls FIF                                                          | 6,79    | Tom Kling-Baptiste       | Huddinge AIS                                                        | 6,81    | Oskar Åberg       | Solna FK                                                  | 6,83    |
| 200 meter            | Nil de Oliveira   | Turebergs FK                                                            | 21,70   | Oskar Åberg              | Solna FK                                                            | 21,77   | Emil Zail         | Spårvägens FK                                             | 22,47   |
| 400 meter            | Fredrik Johansson | IK Göta                                                                 | 48,36   | Daniel Almgren           | Hässelby SK                                                         | 48,56   | Niklas Larsson    | Hässelby SK                                               | 48,70   |
| 800 meter            | Anton Asplund     | Ume FI                                                                  | 1:50,67 | Fredrik Karlsson         | Hammarby IF                                                         | 1:52,65 | Albin Johansson   | Hässelby SK                                               | 1:52,96 |
| 1 500 meter          | Rizak Dirshe      | Malmö AI                                                                | 3:50,60 | Jonas Leanderson (Glans) | Malmö AI                                                            | 3:50,99 | Erik Johansson    | Hässelby SK                                               | 3:52,28 |
| 3 000 meter          | Johan Wallerstein | IFK Lund                                                                | 8:13,38 | Oskar Käck               | Hälle IF                                                            | 8:13,68 | Fredrik Uhrbom    | Spårvägens FK                                             | 8:13,75 |
| 60 meter häck        | Philip Nossmy     | Malmö AI                                                                | 7,73    | Joakim Blaschke          | Spårvägens FK                                                       | 8,06    | Dennis Acson      | Hammarby IF                                               | 8,07    |
| 4 x 200 meter        | Huddinge AIS      | Tom Kling-Baptiste, Anton Nilsson, Robin Nordkvist, Alexander Nordkvist | 1:28,45 | Turebergs FK             | Oscar Johansson, Nil de Oliveira, Fredrik Hallinder, Johan Eriksson | 1:28,80 | GoIF Tjalve       | Dan Englesson, Jonathan Haag, Adam Björling, Hamza Kamara | 1:30,13 |
| Höjdhopp             | Erik Sundlöf      | Glanshammars IF                                                         | 2,19    | Emil Svensson            | IFK Växjö                                                           | 2,14    | Mehdi Alkhatib    | SoIK Hellas                                               | 2,11    |
| Stavhopp             | Oscar Janson      | Ullevi FK                                                               | 5,51    | Gustaf Hultgren          | Örgryte IS                                                          | 5,06    | Joakim Norman     | Mölndals AIK                                              | 5,00    |
| Längdhopp            | Michel Tornéus    | IFK Tumba                                                               | 7,76    | David Frykholm           | IF Göta                                                             | 7,36    | Mattias Sunneborn | Spårvägens FK                                             | 7,34    |
| Tresteg              | Anton Andersson   | Örgryte IS                                                              | 15,86   | Martin Eriksson          | Örgryte IS                                                          | 15,66   | Andreas Otterling | KFUM Örebro                                               | 15,57   |
| Kula                 | Niklas Arrhenius  | Spårvägens FK                                                           | 18,90   | Mats Olsson              | Hässelby SK                                                         | 17,26   | Axel Härstedt     | Huddinge AIS                                              | 16,87   |
| Viktkastning 18,0 kg | Mattias Jons      | Hässelby SK                                                             | 18,14   | Markus Johansson         | Säffle FIK                                                          | 18,04   | Robert Alneroth   | Gefle IF                                                  | 17,75   |
| Sjukamp              | Daniel Almgren    | Hässelby SK                                                             | 5 620   | Petter Olson             | Malmö AI                                                            | 5 558   | David Kallebäck   | Varbergs GIF                                              | 5 244   |

### Damer
| Gren          | Guld                    | Guld                                                        | Guld    | Silver             | Silver                                                                   | Silver  | Brons             | Brons                                                      | Brons   |
| 60 meter      | Lena Berntsson          | Ullevi FK                                                   | 7,35    | Emma Rienas        | IF Göta                                                                  | 7,37    | Julia Skugge      | Glanshammars IF                                            | 7,52    |
| 200 meter     | Mathilda Hultgren       | IF Ymer                                                     | 24,14   | Elin Backman       | IFK Helsingborg                                                          | 24,39   | Elin Östlund      | KFUM Örebro                                                | 24,83   |
| 400 meter     | Moa Hjelmer             | Spårvägens FK                                               | 54,97   | Josefin Magnusson  | Malmö AI                                                                 | 55,43   | Emma Agerbjer     | IFK Växjö                                                  | 56,11   |
| 800 meter     | Elin Moraiti            | Falu IK                                                     | 2:10,12 | Lovisa Lindh       | Ullevi FK                                                                | 2:10,94 | Vendela Mindelöf  | Hässelby SK                                                | 2:12,70 |
| 1 500 meter   | Charlotta Fougberg      | Ullevi FK                                                   | 4:36,26 | Kajsa Barr         | Sundbybergs IK                                                           | 4:38,16 | Olivia Bergvall   | Oskarshamns SK                                             | 4:39,02 |
| 3 000 meter   | Lisa Blommé             | Hässelby SK                                                 | 9:33,82 | Susanne Grimfors   | FK Studenterna                                                           | 9:43,47 | Malin Liljestedt  | Spårvägens FK                                              | 9:44,64 |
| 60 meter häck | Ellen Sääw              | Falu IK                                                     | 8,45    | Jessica Samuelsson | Hässelby SK                                                              | 8,55    | Elin Westerlund   | KA 2 IF                                                    | 8,57    |
| 4 x 200 meter | Spårvägens FK           | Anna Sunneborn, Nuuli Ndiwabene, Gladys Bamane, Moa Hjelmer | 1:40,83 | Malmö AI           | Isabell Englund, Josefin Magnusson, Elisabeth Reutercrona, Daniella Busk | 1:41,95 | KFUM Örebro       | Sofia Thorin, Helena Karlsson, Sandra Wagner, Elin Östlund | 1:42,38 |
| Höjdhopp      | Emma Green              | Örgryte IS                                                  | 1,94    | Ebba Jungmark      | Mölndals AIK                                                             | 1,86    | Ellen Björklund   | IFK Lund                                                   | 1,84    |
| Stavhopp      | Angelica Bengtsson      | Hässelby SK                                                 | 4,30    | Malin Dahlström    | Göteborgs KIK                                                            | 4,25    | Hanna-Mia Persson | IFK Växjö                                                  | 4,05    |
| Längdhopp     | Nadja Casadei           | IFK Lidingö                                                 | 6,23    | Jessica Samuelsson | Hässelby SK                                                              | 6,23    | Jasmine Andersson | GoIF Tjalve                                                | 5,99    |
| Tresteg       | Kristin Franke Björkman | IF Göta                                                     | 13,12   | Sara Brankell      | Mölndals AIK                                                             | 12,97   | Martina Wahnström | Ullevi FK                                                  | 12,15   |
| Kula          | Helena Engman           | Riviera FI                                                  | 17,24   | Catarina Andersson | Hässelby SK                                                              | 15,19   | Ellinore Hallin   | IFK Växjö                                                  | 14,29   |
| Viktkastning  | Tracey Andersson        | IFK Trelleborg                                              | 18,08   | Marie Hilmersson   | Falu IK                                                                  | 16,32   | Madelen Fahlstedt | Gefle IF                                                   | 14,78   |
| Femkamp       | Jessica Samuelsson      | Hässelby SK                                                 | 4 476   | Ellinor Rosenquist | GoIF Tjalve                                                              | 4 205   | Frida Linde       | Täby IS                                                    | 4 028   |

### Fotnoter
1. 1 2 3 4 5 6 7 8 9 10  ”Stora inne-SM 2010 dag 1, resultat”. friidrott.stockholm.se. http://www.friidrott.stockholm.se/ISM2010/Page.asp?PageIdentifier=RESLORDAG. Läst 19 juli 2012.
2. 1 2 3 4 5 6 7 8 9 10 11 12 13 14 15 16 17 18  ”Stora inne-SM 2010 dag 2, resultat”. friidrott.stockholm.se. http://www.friidrott.stockholm.se/ISM2010/Page.asp?PageIdentifier=RESSONDAG. Läst 19 juli 2012.
3. 1 2  ”SM mångkamp 2010, resultat”. friidrott.se. Arkiverad från originalet den 2 juli 2012. https://web.archive.org/web/20120702174258/http://www.friidrott.se/tavling/sfifarr/ismhep10/resultat.aspx. Läst 20 juli 2012.